# Masmorra

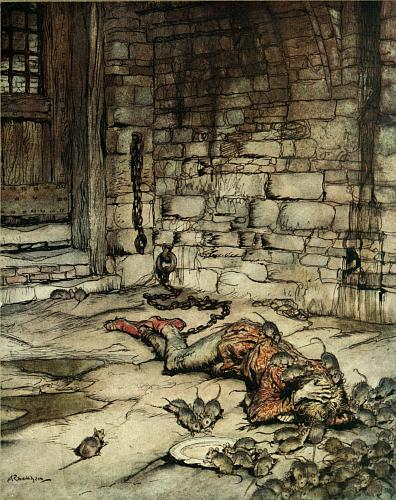
Ilustração de uma masmorra

Masmorra era como se chamava no passado um tipo de prisão que normalmente se situava em pisos inferiores (cômodos escuros e lúgubres, ao abrigo do sol) de castelos e que tinha como função reter prisioneiros, muitas vezes por longos períodos.

## Masmorras pelo mundo

### Na Europa
No livro As invasões francesas e a corte no Brasil há o seguinte relato sobre o uso arbitrário de tais prisões em Portugal:
«(...) o marquês de Pombal, que foi um político competente, foi também um homem implacável com todos os que ousaram opor-se à sua vontade ou que de alguma forma o pudessem prejudicar. Procedia da mesma maneira que os políticos estrangeiros da sua época, não hesitando em afastar os opositores, exilá-los, prendê-los ou arranjar maneira de que fossem condenados à morte. (...) O conde de Ega, que ocupara o alto cargo de vice-rei da Índia, preso também, acabou por cegar nas masmorras de onde saiu velho, doente e na miséria.»
As masmorras foram muito utilizadas até ao tempo da Revolução Industrial, altura em que a burguesia em ascensão comandava o estado e os castelos deixaram de ser construídos na profusão de antes, pois estes não beneficiavam a indústria tanto quanto as casas que eram construídas em grande escala para efetivar o lucro imobiliário massivo.

### No Brasil
No Brasil, atualmente a masmorra é proibida inclusive nos casos de crimes militares por força do artigo 240 do Código de Processo Penal Militar (DECRETO-LEI Nº 1.002, DE 21 DE OUTUBRO DE 1969), o qual assevera que o cômodo da prisão deve ser um «local limpo e arejado, onde o detento possa repousar durante a noite, sendo proibido o seu recolhimento à masmorra, solitária ou cela onde não penetre a luz do dia».